# Heures Da Costa
Les Heures Da Costa est un livre d'heures manuscrit enluminé datant des années 1515, aujourd'hui conservé à la Morgan Library and Museum de New York. Il a été exécuté par l'enlumineur Simon Bening et son atelier, peut-être à destination d'un membre de la famille portugaise Sá. Il a ensuite appartenu à Alvaro da Costa (pt), un conseiller du roi Manuel Ier.

## Historique
Le manuscrit a sans doute été commandé par un membre de la famille portuane Sá, et peut-être plus précisément João Rodrigues de Sá. Ses armes en effet apparaissent sous-jacente : billeté d'azur et d'argent, sur le folio 1 verso. Ces armes ont été repeintes pour le nouveau propriétaire du manuscrit (de gueule aux six côtes d'argent), Alvaro da Costa (pt), qui l'acquiert vers 1520, peut-être avant même d'avoir été achevé. Ce dernier est le chambellan et conseiller du roi du Portugal, Manuel Ier. Par héritage, il entre en possession des Comtes de Mesquitela (pt). Le manuscrit est exposé à Lisbonne en 1882 puis vendu par la famille quelques années plus tard, en 1890. Le libraire londonien Bernard Alfred Quaritch (en) le revend à un américain du nom de George C. Thomas, de Philadelphie en 1905. Les descendants de ce dernier le revendent à John Pierpont Morgan, le fondateur de la Morgan Library and Museum. La reliure de l'ouvrage a été entièrement refaite en 1983.

## Description
Le livre d'heures contient des heures de la Vierge pour un usage indéterminé et un office des morts à l'usage de Rome comme c'est l'habitude à cette époque dans les livres d'heures flamands. Il contient par ailleurs des éléments plus originaux comme un office de la Passion, un office des cinq plaies du Christ, suivis d'un compte-rendu de la Passion par les quatre évangélistes, les heures de la compassion de la Vierge, ou encore les Quinze Oraisons de sainte Brigitte, les heures du dimanche de la Trinité, les heures de la conception de la Vierge et enfin les quinze prières des plaies du Christ.
Il est décoré de 75 miniatures en pleine page dont 12 illustrant le calendrier. Il contient par ailleurs 15 petites miniatures et 12 pages aux marges historiées avec des signes du zodiaque.
Il s'agit d'un des manuscrits les plus ambitieux exécuté par Simon Bening, au début de sa carrière et presque entièrement de sa main et non d'un membre de son atelier. Le manuscrit contient plusieurs cycles iconographiques : deux consacrés à la Passion du Christ, un cycle de la vie de la Vierge, 36 miniatures illustrant les suffrages et deux cycles illustrant les évangélistes. Mais c'est surtout le cycle du calendrier qui retient l'attention : il constitue peut-être les plus anciennes miniatures en pleine page sans bordure, présentes dans un manuscrit flamand, avec celles du Bréviaire Grimani. Il représente l'aboutissement de nombreuses recherches sur les paysages effectuées par les enlumineurs flamands dans les calendriers, comme le Maître du Livre de prières de Dresde ou le Maître des Livres de prières vers 1500, sur la composition et le traitement des ciels notamment.